# غلستان (دهسرد)
غلستان (بالفارسية: گلستان) هي قرية تقع في إيران في قسم دهسرد الريفي. يقدر عدد سكانها بـ 101 نسمة .